# Azoun Obarskyr IV
Azoun Obarskyr IV è un personaggio immaginario appartenente all'ambientazione Forgotten Realms.
Per anni celebre condottiero e re del Cormyr, una delle regioni centrali del continente Faerûn, è morto nel 1371 CV. Grazie a lui la nazione ha attraversato anni di pace e prosperità. Al defunto monarca è succeduto il nipote appena nato, Azoun V, figlio di Tanalasta Obarskyr, prima figlia del re; data la tenera età del bambino, il governo è attualmente nelle mani della Reggente Alusair Obarskyr, seconda figlia del re.
Le ultime fasi della vita di Azoun IV sono raccontate in una trilogia di romanzi, inedita in Italia, denominata The Cormyr Saga (autori Ed Greenwood, Jeff Grubb, Troy Denning):
- Cormyr: A Novel (1996)
- Beyond the High Road (1999)
- Death of the Dragon (2000)

## Storia
Nato nel 1307 CV, salì al trono nel 1336 CV. Per circa 35 anni governò con saggezza il Cormyr, aiutato dal suo consigliere, il Mago Reale Vangerdahast, portando al paese pace, prosperità e stabilità.
Nel 1360 CV Azoun IV fu uno dei capi dell'alleanza Faerûniana che contrastò l'invasione dell'Orda Tuigan. Egli stesso affrontò e uccise il condottiero Tuigan Khahan Yamun.
Gli ultimi due anni del suo regno furono i più cupi: il Cormyr fu invaso da numerose orde di orchi e goblin, mentre alcuni antichi nemici degli Obarskyr tornarono trasformati in ghazneth (creature alate malvagie, capaci di assorbire la magia). Pur inizialmente sconfitto e tradito da alcuni nobili, il re continuò a combattere, anche quando alle schiere nemiche si unì il grande Dragone rosso Nalavarauthatoryl, chiamato "Diavolo Drago", uno dei più potenti draghi di Faerûn.
Il re Azoun IV morì nel 1371 CV, combattendo un lungo scontro con il "Diavolo Drago" e riuscendo ad uccidere il suo avversario.
Tuttora gli oggetti del re sono scomparsi; molti avventurieri sono ancora alla ricerca degli stessi.